# 馮惟重
馮惟重（1504年—1539年），字汝威，號芹泉，遼東廣寧左衛軍籍，山東青州府臨朐縣人，明朝政治人物、書法家。

## 生平
馮裕次子，其先祖在遼東任職，落籍廣寧衛。馮惟重十歲即能作文，弱冠之年，補廣寧衛庠生。後全家隨父返回臨朐故里，並在郡學教書，學生日眾。嘉靖十三年（1534年）甲午科山東鄉試第二十三名舉人，十七年（1538年）與弟馮惟訥同年中戊戌科進士，授行人司行人。
嘉靖十八年（1539年）明世宗南巡，馮惟重奉命先行，告祭湖湘，因冒暑疾進，在廬江急病而卒，年三十六。

## 家族
曾祖馮春；祖父馮振，贈南京戶部郎中；父馮裕，貴州按察司副使。母伏氏，封宜人。具慶下。兄馮惟健，嘉靖七年戊子科舉人。弟馮惟敏，嘉靖十六年丁酉科舉人，淶水縣知縣；馮惟訥，同科進士，江西左布政使，進光祿寺卿致仕；馮惟直。子馮子履，河南布政使司左參政。孫馮琦，禮部尚書、贈太子少保。

## 著作
工詩書。有《大行集》。清《光緒臨朐縣志》有傳。